# 니시후타미역
니시후타미역(일본어: 西二見駅, にしふたみえき)은 일본 효고현 아카시시에 있는 산요 전기철도 본선의 역이다. 역 번호는 SY 26이다. 2017년 기준으로, 산요 전철에서 가장 새로운 역이다.

## 역 구조
상대식 승강장 2면 2선의 지상역이다. 개찰구는 지하에 있고, 역 출입구는 선로 남북자유통로를 겸하고 있다. 개통 당초부터 무인역이었지만, 비상 시를 대비하여 개찰 창구를 설치하였다. 개찰 층에서 승강장 사이에는 엘리베이터가 설치되어 있다.

### 승강장
| 남측 | ■ 본선(하행) | 다카사고・히메지・아보시 방면 |
| 북측 | ■ 본선(상행) | 아카시・산노미야・오사카 방면 |

## 역 주변
역 남쪽에서는 아파트 건설 공사 등 택지 개발이 이루어지고 있다.
- 이토 요카도 아카시점
- 후타미 패션 몰(시마무라·아베일 후타미점)
- 산요 전기철도 후타미 차량기지
- 아카시 시립 서부 문화 회관
- 니시후타미 공민관
- 아카시 시립 가미니시 후생관
- 후타미 중앙 공원
- 아카시 사회 복귀 요법 병원
- 아카시니시 고등학교
- 효고 현립 하리마미나미 고등학교
- 아카시 시립 후타미 중학교
- 하리마 정립 하마미나미 중학교
- 아카시 시립 후타미니시 초등학교
- 하리마 정립 하마미나미 초등학교
- 아카시 시립 후타니시 유치원

## 역사
- 2004년 8월 21일: 산요 전철 본선 히가시후타미 ~ 하리마초 역 사이에 신설 개업.

## 인접역
| 산요 전기철도 ■ 본선                     | 산요 전기철도 ■ 본선 | 산요 전기철도 ■ 본선           |
| ---------------------------------------- | -------------------- | ------------------------------ |
| SY 25 히가시후타미 우메다・니시다이 방면 | ■ S특급 ■ 보통       | 하리마초 SY 27 산요히메지 방면 |